# Justus Fischer
Justus Fischer (* 6. Februar 2003 in Hannover) ist ein deutscher Handballspieler. Der 1,94 m große Kreisläufer spielt für den Bundesligisten TSV Hannover-Burgdorf und steht zudem im Aufgebot der deutschen Nationalmannschaft.

## Karriere

### Verein
Justus Fischer spielt seit der C-Jugend für die TSV Hannover-Burgdorf. Mit 16 Jahren gab er seinen Einstand bei den Männern in der 3. Liga. Im DHB-Pokal 2019/20 stand er erstmals im Kader der Profis. In der Bundesligasaison 2020/21 debütierte er im deutschen Oberhaus. Im Oktober 2022 unterschrieb er bei den „Recken“ seinen ersten bis 2025 gültigen Profivertrag.

### Nationalmannschaft
Mit der deutschen U-17-Nationalmannschaft gewann Fischer die Silbermedaille beim Europäischen Olympischen Jugendfestival 2019 in Aserbaidschan. Mit der U-19-Nationalmannschaft wurde er bei der U-19-Europameisterschaft 2021 in Kroatien Europameister. Bei der  U-21-Weltmeisterschaft 2023 in Deutschland und Griechenland gewann man den Titel. Zudem wurde Fischer als bester Kreisläufer ins All-Star-Team gewählt.
Vor der Weltmeisterschaft 2023 berief Bundestrainer Alfred Gislason ihn in den erweiterten Kader der deutschen A-Nationalmannschaft. Sein Debüt in der Nationalmannschaft gab er am 27. April 2023 bei der 23:32-Niederlage gegen Schweden in Kristianstad. Drei Tage später erzielte er seine ersten beiden Tore beim 32:31-Sieg gegen Spanien in Berlin. Er stand im Kader für die Europameisterschaft 2024 und belegte mit Deutschland den 4. Platz.
Für die Olympischen Spiele 2024 in Paris wurde Fischer als Ergänzungsspieler nominiert. In den Vorrundenspielen gegen Spanien und gegen Slowenien wurde er in den 14er-Kader berufen. Er gehörte damit zu den 16 Spielern, die die Silbermedaille im Handball der Männer gewannen. Dafür wurden er und sein Team am 4. November 2024 vom Bundespräsidenten Frank-Walter Steinmeier mit dem Silbernen Lorbeerblatt ausgezeichnet.
Bei der Weltmeisterschaft 2025 scheiterte die DHB-Auswahl im Viertelfinale und beendete das Turnier auf Rang 6.

## Auszeichnungen
- 2022: Niedersächsische Sportmedaille in der Kategorie "Hohe Sportliche Leistungen (Nachwuchs)"[14]
- 2024: Silbernes Lorbeerblatt[15]